# 睫状体

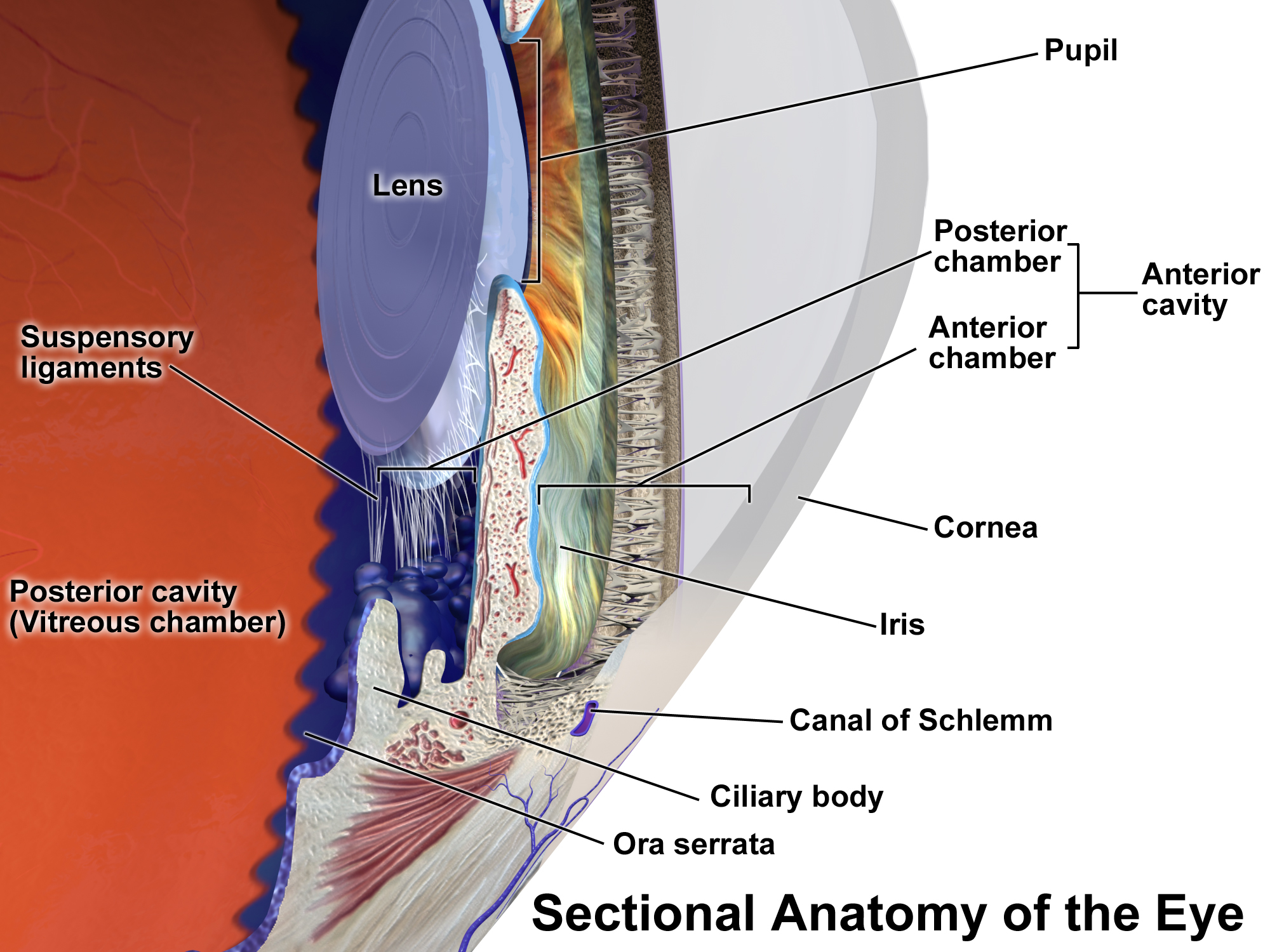
人类眼球前部，图下方显示睫状体位置

睫状体（ciliary body）是眼球壁葡萄膜中段呈环带状增厚部分，能产生房水，宽约6毫米，前接虹膜根部，后方止于脉络膜前缘，外表面与巩膜相邻，内里面通过悬韧带与晶状体相连。
睫狀體内里面的前端形成很多可以分泌房水的睫狀突（ciliary process），其为睫状体前部呈放射状向内突出的嵴样皱褶；睫状体靠外表面处有睫狀肌（ciliary muscle），其为睫状体的平滑肌，肌纤维束由外向内呈不同的排列方向，而呈外纵形、中放射状和内环形，受副交感神经支配。位于虹膜根部和睫状体之间的沟槽称为睫状沟( ciliary sulcus )。
睫状体收缩时悬韧带松弛、晶状体变凸、屈光力增强，以舒张和收缩来实现对眼的屈光能力的调节。睫状体存在于两栖类以上的脊椎动物眼内，在鱼类，代替睫状体的是镰状突。
睫狀體前1/3較肥厚，稱皺襞部或睫状冠，寬約2mm，富含血管，內表面有70～80個縱行放射狀皺褶，稱睫狀突；後2/3薄而平坦，稱平坦部。平坦部與脈絡膜連接處呈鋸齒狀，稱鋸齒緣，為睫狀體後界。